# Rendez-vous galant
Pour les articles homonymes, voir Rendez-vous et Date (homonymie).

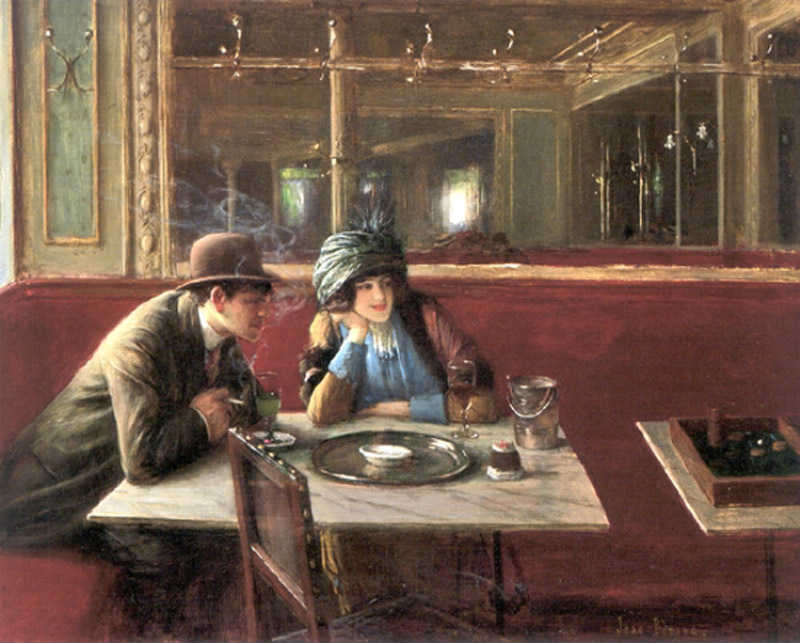
Un couple ayant un rendez-vous dans un café.
Au Café de Jean Béraud.

Un rendez-vous galant est une forme de séduction constituée d'activités sociales réalisées par deux personnes dans le but d'évaluer l'adéquation entre elles comme partenaire pour une relation intime. Bien que le terme rendez-vous ait plusieurs sens, il se réfère généralement à l'acte de réunion et d'engagement dans des activités sociales mutuellement convenues, ensemble en public, comme un couple.